# Embelia cotinoides
Embelia cotinoides är en viveväxtart som först beskrevs av Spencer Le Marchant Moore, och fick sitt nu gällande namn av Elmer Drew Merrill. Embelia cotinoides ingår i släktet Embelia och familjen viveväxter. Inga underarter finns listade i Catalogue of Life.